# Sampans (Jura)
Sampans település Franciaországban, Jura megyében. Lakosainak száma 1114 fő (2022. január 1.). Sampans Biarne, Billey, Flagey-lès-Auxonne, Champvans, Dole, Jouhe és Monnières községekkel határos.

## Népesség
A település népessége az elmúlt években az alábbi módon változott:
| Lakosok száma | 500  | 668  | 675  | 777  | 1048 | 1119 | 1165 | 1200 | 1171 | 1114 |
|               | 1968 | 1982 | 1990 | 2006 | 2013 | 2015 | 2017 | 2019 | 2020 | 2022 |